# Leichtathletik-Weltmeisterschaften 1987/Weitsprung der Frauen

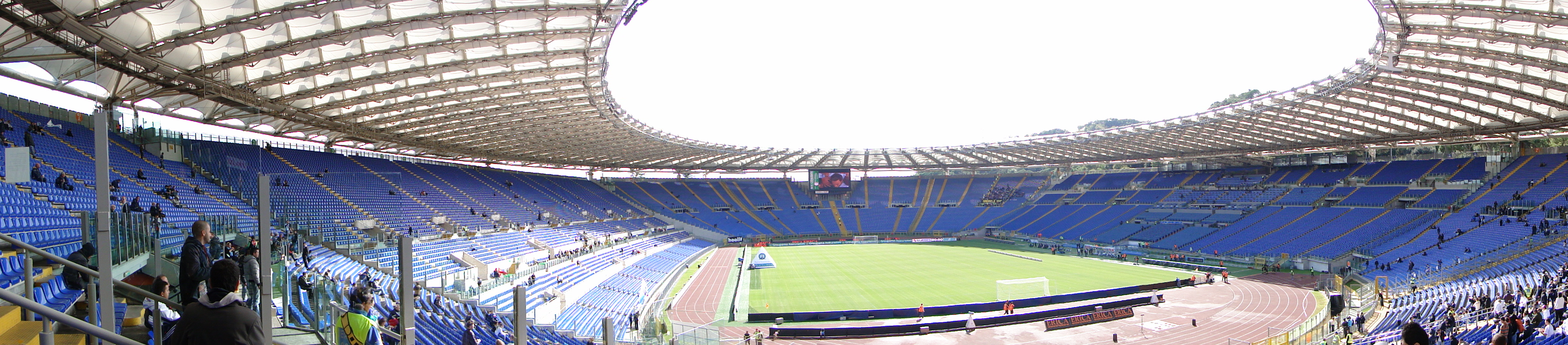
Das Olympiastadion in Rom

Der Weitsprung der Frauen bei den Leichtathletik-Weltmeisterschaften 1987 wurde am 3. und 4. September 1987 im Olympiastadion der italienischen Hauptstadt Rom ausgetragen.
Weltmeisterin wurde die US-amerikanische Mitinhaberin des Weitsprung-Weltrekords und Olympiazweite von 1984 im Siebenkampf Jackie Joyner-Kersee, die drei Tage zuvor bereits den Siebenkampf gewonnen hatte. Rang zwei belegte Jelena Belewskaja aus der Sowjetunion. Bronze ging an die Titelverteidigerin und amtierende Europameisterin Heike Drechsler aus der DDR, die auch Mitinhaberin des Weitsprung-Weltrekords war, hier am Tag zuvor Silber über 100 Meter errungen hatte und die amtierende Europameisterin über 200 Meter war.

## Rekorde

### Bestehende Rekorde
| Weltrekord               | 7,45 m | Heike Drechsler       | Tallinn, Sowjetunion (heute Estland) | 21. Juni 1986   |
| Weltrekord               | 7,45 m | Heike Drechsler       | Dresden, DDR (heute Deutschland)     | 3. Juli 1986    |
| Weltrekord               | 7,45 m | Jackie Joyner-Kersee  | Indianapolis, USA                    | 3. Juli 1986    |
| Weltmeisterschaftsrekord | 7,02 m | Heike Drechsler       | WM 1983 in Helsinki, Finnland        | 14. August 1983 |
| Weltmeisterschaftsrekord | 7,02 m | Tatjana Proskurjakowa | WM 1983 in Helsinki, Finnland        | 14. August 1983 |

### Rekordverbesserung
Weltmeisterin Jackie Joyner-Kersee verbesserte den bestehenden WM-Rekord im Finale am 4. September zweimal:
- 7,12 m – zweiter Versuch
- 7,36 m – dritter Versuch

## Windbedingungen
In den folgenden Ergebnisübersichten sind die Windbedingungen zu den jeweils besten Sprüngen benannt. Der erlaubte Grenzwert liegt bei zwei Metern pro Sekunde. Bei stärkerer Windunterstützung wird die Weite für den Wettkampf gewertet, findet jedoch keinen Eingang in Rekord- und Bestenlisten.

## Hinweis
Das Zeichen x zeigt einen ungültigen Versuch an.

## Qualifikation
3. September 1987
29 Teilnehmerinnen traten in zwei Gruppen zur Qualifikationsrunde an. Die Qualifikationsweite für den direkten Finaleinzug betrug 6,58 m. Genau zwölf Athletinnen egalisierten oder übertrafen diese Marke (hellblau unterlegt). So musste das Finalfeld nicht weiter werden, die Mindestanzahl von zwölf Weitspringerinnen war erreicht.

### Gruppe A
| Platz | Name                 | Nation                         | Resultat (m) / Wind (m/s) |
| 1     | Heike Drechsler      | DDR                            | 6,95 / +0,7               |
| 2     | Galina Tschistjakowa | Sowjetunion                    | 6,86 / ±0,0               |
| 3     | Irina Waljukewitsch  | Sowjetunion                    | 6,82 / +0,9               |
| 4     | Jennifer Inniss      | USA                            | 6,75 / ±0,0               |
| 5     | Sylvia Moneva        | Bulgarien                      | 6,71 / ±0,0               |
| 6     | Lene Demsitz         | Dänemark                       | 6,58 / −0,5               |
| 7     | Ringa Ropo           | Finnland                       | 6,55 / −0,2               |
| 8     | Antonella Capriotti  | Italien                        | 6,31 / +0,3               |
| 9     | Wang Zhihui          | Volksrepublik China            | 6,28 / +0,5               |
| 10    | Madeline de Jesús    | Puerto Rico                    | 6,20 / +0,5               |
| 11    | Beatrice Utondu      | Nigeria                        | 6,17 / +2,2               |
| 12    | Carmen Sirbu         | Rumänien                       | 6,00 / −0,2               |
| 13    | See Huey Chan        | Singapur                       | 5,49 / −0,9               |
| 14    | Jacqueline Ross      | St. Vincent und die Grenadinen | 5,29 / +1,7               |
| NM    | Eva Murková          | Tschechoslowakei               | ogV                       |

### Gruppe B

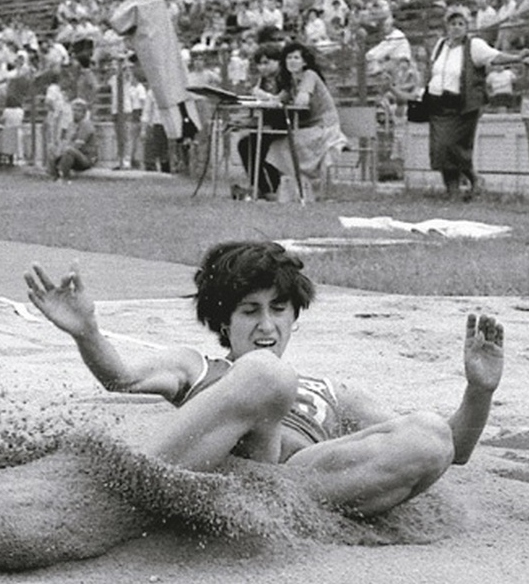
Vali Ionescu, 1982 Europameisterin und 1984 Olympiazweite, schied mit 6,30 m schon in der Qualifikation aus

| Platz | Name                 | Nation              | Resultat (m) / Wind (m/s) |
| 1     | Jackie Joyner-Kersee | USA                 | 6,86 / +2,9               |
| 2     | Sheila Echols        | USA                 | 6,61 / +2,9               |
| 3     | Nicole Boegman       | Australien          | 6,60 / +0,9               |
| 4     | Ljudmila Ninova      | Bulgarien           | 6,60 / −0,3               |
| 5     | Helga Radtke         | DDR                 | 6,58 / −0,4               |
| 6     | Jelena Belewskaja    | Sowjetunion         | 6,58 / −1,3               |
| 7     | Marieta Ilcu         | Rumänien            | 6,50 / −0,3               |
| 8     | Sofia Boschanowa     | Bulgarien           | 6,43 / +0,7               |
| 9     | Eva Karblom          | Schweden            | 6,31 / +1,3               |
| 10    | Vali Ionescu         | Rumänien            | 6,30 / +1,8               |
| 11    | Euphemia Huggins     | Trinidad und Tobago | 6,26 / +0,9               |
| 12    | Eloina Echevarría    | Kuba                | 6,23 / +1,2               |
| 13    | Tracy Smith          | Kanada              | 6,17 / +1,1               |
| 14    | Sigal Gonen          | Israel              | 6,03 / +0,6               |

## Finale
4. September 1987
| Platz | Name                 | Nation      | Resultat (m) / Wind (m/s) | 1. Versuch (m)                                  | 2. Versuch (m)                                  | 3. Versuch (m)                                  | 4. Versuch (m)                                | 5. Versuch (m)                                | 6. Versuch (m)                                |
| 1     | Jackie Joyner-Kersee | USA         | 7,36 / +0,4 CR            | 6,91                                            | 7,12 CR                                         | 7,36 CR                                         | 6,95                                          | 6,95                                          | 6,99                                          |
| 2     | Jelena Belewskaja    | Sowjetunion | 7,14 / −0,6               | 6,17                                            | 6,81                                            | 6,74                                            | 7,14                                          | 6,92                                          | 6,98                                          |
| 3     | Heike Drechsler      | DDR         | 7,13 / −0,7               | 6,91                                            | 7,03                                            | 7,13                                            | x                                             | x                                             | 5,62                                          |
| 4     | Helga Radtke         | DDR         | 7,01 / −0,1               | 6,95                                            | 6,56                                            | 7,01                                            | x                                             | x                                             | 6,95                                          |
| 5     | Galina Tschistjakowa | Sowjetunion | 6,99 / +0,9               | 6,99                                            | 7,74                                            | x                                               | x                                             | 6,83                                          | 6,80                                          |
| 6     | Irina Waljukewitsch  | Sowjetunion | 6,89 / −0,9               | 6,80                                            | 6,41                                            | 6,80                                            | 6,83                                          | 6,66                                          | 6,89                                          |
| 7     | Jennifer Inniss      | USA         | 6,80 / −0,8               | 6,80                                            | 6,77                                            | 6,72                                            | x                                             | x                                             | 6,51                                          |
| 8     | Nicole Boegman       | Australien  | 6,63 / −0,5               | x                                               | 6,41                                            | 6,63                                            | 6,37                                          | x                                             | 6,22                                          |
| 9     | Ljudmila Ninova      | Bulgarien   | 6,50 / −0,1               | Einzelversuche in den Quellen nicht aufgelistet | Einzelversuche in den Quellen nicht aufgelistet | Einzelversuche in den Quellen nicht aufgelistet | nicht im Finale der besten acht Springerinnen | nicht im Finale der besten acht Springerinnen | nicht im Finale der besten acht Springerinnen |
| 10    | Sylvia Moneva        | Bulgarien   | 6,45 / −0,3               | Einzelversuche in den Quellen nicht aufgelistet | Einzelversuche in den Quellen nicht aufgelistet | Einzelversuche in den Quellen nicht aufgelistet | nicht im Finale der besten acht Springerinnen | nicht im Finale der besten acht Springerinnen | nicht im Finale der besten acht Springerinnen |
| 11    | Sheila Echols        | USA         | 6,39 / −1,0               | Einzelversuche in den Quellen nicht aufgelistet | Einzelversuche in den Quellen nicht aufgelistet | Einzelversuche in den Quellen nicht aufgelistet | nicht im Finale der besten acht Springerinnen | nicht im Finale der besten acht Springerinnen | nicht im Finale der besten acht Springerinnen |
| 12    | Lene Demsitz         | Dänemark    | 6,11 / −0,8               | Einzelversuche in den Quellen nicht aufgelistet | Einzelversuche in den Quellen nicht aufgelistet | Einzelversuche in den Quellen nicht aufgelistet | nicht im Finale der besten acht Springerinnen | nicht im Finale der besten acht Springerinnen | nicht im Finale der besten acht Springerinnen |

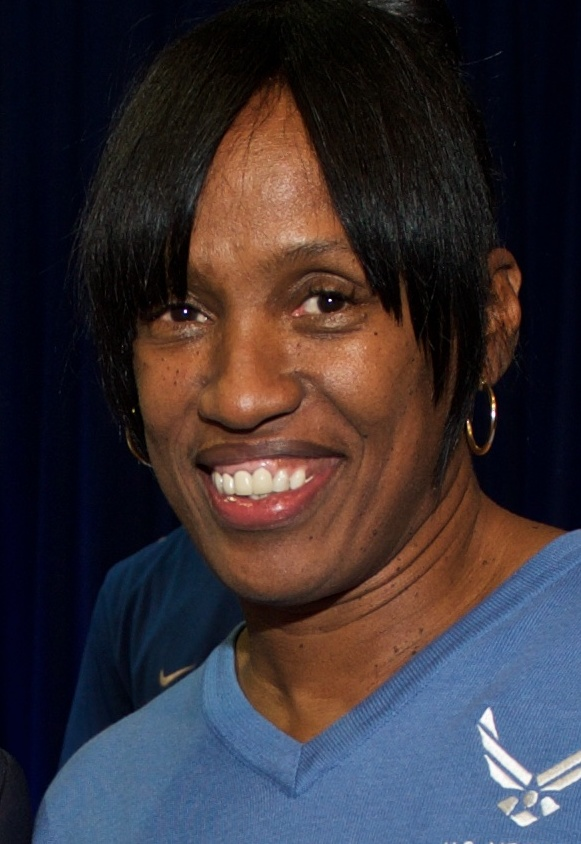
Weltmeisterin Jackie Joyner-Kersee, Mitinhaberin des Weitsprung-Weltrekords und 1984 Olympiazweite im Siebenkampf, hatte drei Tage zuvor bereits den Siebenkampf gewonnen
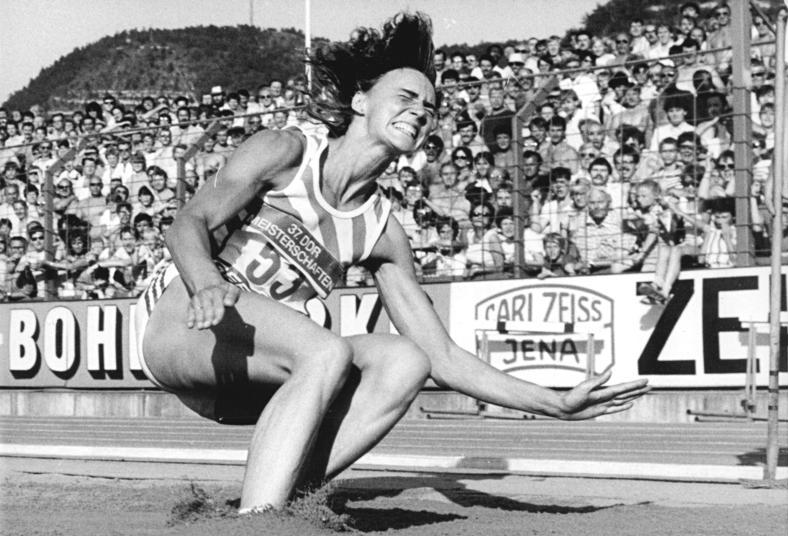
Die Titelverteidigerin und amtierende Europameisterin Heike Drechsler gewann die Bronzemedaille – sie war auch Mitinhaberin des Weitsprung-Weltrekords, hatte hier am Tag zuvor Silber über 100 Meter errungen und war die amtierende Europameisterin über 200 Meter
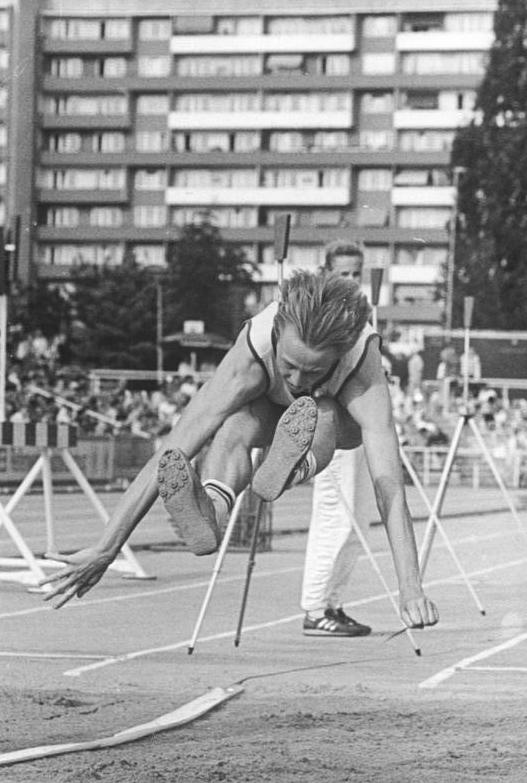
Helga Radtke belegte Rang vier

## Video
- 987 World Champs Long jump women auf youtube.com, abgerufen am 6. April 2020